# Majtényi András
Majtényi András, borsai (meghalt 1661 májusa és szeptembere között), erdélyi diplomata, török tolmács.

## Élete és tevékenysége
Karrierjét Bethlen Gábor uralkodása alatt kezdte mint az Erdélyi Fejedelemség szolgálatában álló török deákok egyike. Az 1640-50-es években főleg Gyulafehérváron szolgálta a fejedelmeket. 1644-45-ben elkísérte I. Rákóczi Györgyöt annak felső-magyarországi hadjáratára. Az 1657-58-as erdélyi hatalmi válság során először II. Rákóczi György, majd Barcsai Ákos szolgálatában állt, később újra Rákóczi pártján találjuk. Az 1657-es gyulafehérvári, illetve az 1659-es besztercei és marosvásárhelyi országgyűléseken is ő fordította a Portáról érkező leveleket. 1658-ban elkísérte Isztambulba Rákóczi követét, aminek következtében 1658 szeptemberéig a Héttorony foglya volt.

## Birtokai
Bár Majtényi tehetős embernek számított, birtokai közül viszonylag keveset ismerünk: 1652-ben kerültek tulajdonába a Kolozs megyei Bogártelke, illetve a Szolnok megyei Felőr és Sztojkafalva birtokrészei.